# 達格納姆
達格納姆（英語：Dagenham，/ˈdæɡənəm/）是英國倫敦東部的一個大型郊區，在行政區劃上屬於巴金-達根罕倫敦自治市。達格納姆位於查令十字以東11.5英里（18.5公里）處，在1921年之前都是農村，但在20世紀後人口快速增加。2011年，達格納姆有人口43,362人。